# Шымырбай
Шымырбай (каз. Шымырбай) — село в Сарыагашском районе Туркестанской области Казахстана. Входит в состав Жылгинского сельского округа. Код КАТО — 515463900.

## Население
В 1999 году население села составляло 691 человек (366 мужчин и 325 женщин). По данным переписи 2009 года, в селе проживали 743 человека (384 мужчины и 359 женщин).